# Agencia de Medio Ambiente (Cuba)
La Agencia de Medio Ambiente (AMA) es una organización del CITMA de  Cuba. Su función fundamental es la de proponer y enseñar las diferentes vías y estrategias fundamentales del gobierno para el medio ambiente. Fue creada con el objetivo primordial de ejecutar y participar como observador y rector en diferentes proyectos científicos y tecnológicos, además elabora las diferentes estrategias usadas a nivel nacional en materia ecológica. Es consultada por el Estado para la elaboración de leyes u otros documentos de carácter jurídico en esta materia ambiental. Administra a un grupo de empresas subordinadas para cumplir con su cometido.

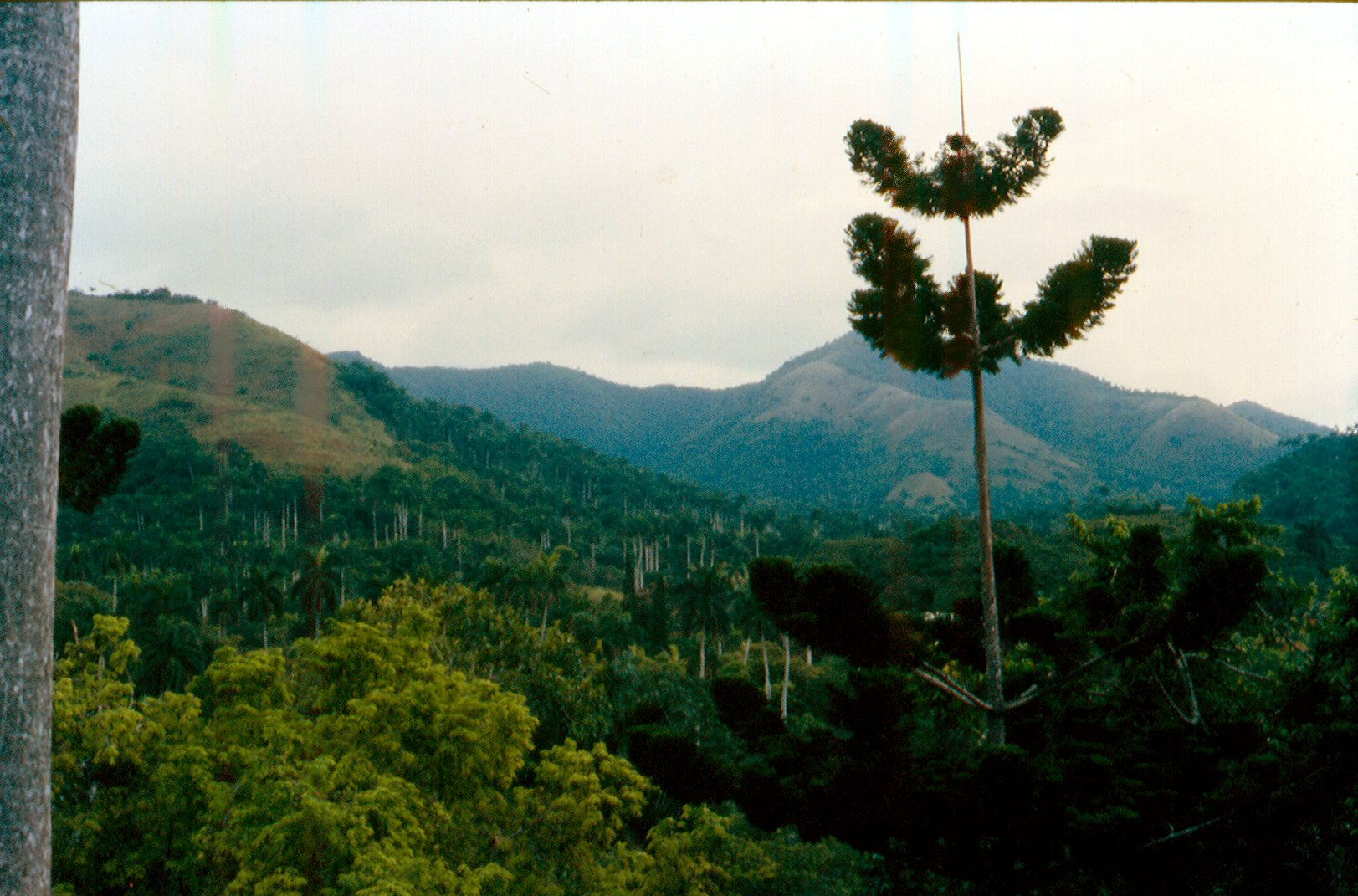
Naturaleza cubana, el principal objetivo de AMA.

## Instituciones
La agencia tiene diferentes centros e instituciones que destina para dividir su trabajo en diferentes categorías.
- Instituto de Meteorología
- Instituto de Oceanología
- Instituto de Ecología y Sistemática
- Instituto de Geofísica y Astronomía
- Instituto de Geografía Tropical
- Centro de Bioproductos Marinos
- Acuario Nacional
- Parque Zoológico Nacional
- Museo Nacional de Historia Natural
- Oficina Técnica de Ozono
- Proyecto GEF/PNUD Archipiélago Sabana-Camagüey

## Productos
AMA, realiza una fuerte actividad comercial debido al importante capital humano, altamente calificado con que cuenta en sus centros, por lo que ofrece diferentes productos que incluso exporta. Entre estos se destacan:
- MINERAL-TRAZAS (producto para controlar y evitar desequilibrios minerales)
- BIOIL (para combatir derrames de petróleo en el mar)
- EXOPAJ (dieta animal)